# Old Cleeve
Old Cleeve è un villaggio con status di parrocchia civile nel West Somerset, in Inghilterra.